# Мелу (Говея)
Ме́лу (порт. Melo) — район (фрегезия) в Португалии, входит в округ Гуарда. Является составной частью муниципалитета Говея. Находится в составе крупной городской агломерации Большое Визеу. По старому административному делению входил в провинцию Бейра-Алта. Входит в экономико-статистический субрегион Серра-да-Эштрела, который входит в Центральный регион. Население составляет 673 человека на 2001 год. Занимает площадь 7,52 км².
Покровителем района считается Святой Исидор (порт. Santo Isidoro).